# Vaklino, Dobrici
Vaklino (în bulgară Ваклино, în română Caramanlâ) este un sat în partea de nord-est a Bulgariei. Aparține de Obștina Șabla, Regiunea Dobrici, Dobrogea de Sud.
Între anii 1913-1940 a făcut parte din plasa Balcic a județului Caliacra, România.

## Demografie
Componența etnică a satului Vaklino
     Turci (3,01%)
     Nicio identificare (2,4%)
     Bulgari (88,55%)
     Romi (6,02%)
La recensământul din 2011, populația satului Vaklino era de 166 locuitori. Din punct de vedere etnic, majoritatea locuitorilor (88,55%) erau bulgari, existând și minorități de romi (6,02%) și turci (3,01%). Pentru 2,4% din locuitori nu este cunoscută apartenența etnică.